# Erich Hasenkopf
Erich Hasenkopf (* 20. Februar 1935; † 7. Juli 2021) war ein österreichischer Fußballspieler. Er gewann mit dem Wiener Sport-Club zwei Meistertitel und spielte in der österreichischen Nationalmannschaft.

## Vereinskarriere
Hasenkopf debütierte in der Kampfmannschaft des Wiener Sport-Clubs im August 1951 in der Läuferreihe. Die Dornbacher stiegen am Ende der Saison in die zweitklassige Staatsliga B ab, konnten jedoch umgehend den Wiederaufstieg sicherstellen. Während dieser Zeit kam Hasenkopf nur unregelmäßig zu Einsätzen. Als er jedoch im Frühjahr 1954 in die Verteidigung rückte, hatte er seinen Stammplatz gefunden.
In der folgenden Saison kämpfte der Sport-Club bis zum letzten Spieltag um den Meistertitel und musste sich schlussendlich nur auf Grund des schlechteren Torverhältnisses der Vienna geschlagen geben. In den nächsten beiden Jahren fielen die Dornbacher ins Mittelfeld der Tabelle zurück, doch in der Saison 1957/58 ließ die Abwehrreihe bestehend aus Hasenkopf, Heinrich Büllwatsch und Alois Jaros die wenigsten Gegentore der Liga zu und der Sport-Club konnte sich den Meistertitel sichern. Im darauffolgenden Jahr spielte die Mannschaft daher im Europacup der Landesmeister, wo sie in der ersten Runde gegen Juventus Turin ein 1:3 aus dem Hinspiel durch einen 7:0-Heimsieg noch drehen konnte und schließlich bis ins Viertelfinale kam.
Auch in der folgenden Saison konnte Hasenkopf mit dem Sport-Club die Meisterschaft für sich entscheiden, diesmal blieb die Mannschaft die gesamte Saison über ungeschlagen und stellte einen Ligarekord von 41 ungeschlagenen Spielen in Folge auf. Im Meistercup erreichte man wieder das Viertelfinale. Hasenkopf blieb noch sechs weitere Saisonen bei den Schwarz-Weißen, wo er in der Verteidigung zusammen mit Wilhelm Kainrath und Johann Windisch spielte und stets unter den ersten Fünf der Meisterschaft landete. 1965 verließ er schließlich seinen Stammverein und wechselte zum SPC Helfort Wien in die zweitklassige Regionalliga, wo er noch zwei Saisonen tätig war.

## Nationalmannschaft
Seinen ersten Einsatz in der Nationalmannschaft hatte er im Oktober 1956 bei einem 0:2 gegen Ungarn. Mit dem Amtsantritt von Teamchef Karl Decker im Oktober 1958 war Hasenkopf als Außenverteidiger fester Bestandteil der Defensive des Nationalteams. Er war an einigen der wesentlichen Siege der Decker-Ära der frühen 1960er Jahre beteiligt, so am 4:1 gegen Schottland und am 3:1 gegen den damaligen Europameister Sowjetunion. Insgesamt brachte er es bis zum April 1964 auf 31 Länderspiele und beendete seine internationale Laufbahn mit einem 1:1 gegen die Niederlande. Er wurde am Pötzleinsdorfer Friedhof bestattet.

## Erfolge
- 2 × Österreichischer Meister: 1958, 1959
- 1 × Österreichischer Zweitligameister: 1953
- 2 × Europacupviertelfinale: 1959, 1960
- 31 Spiele für die österreichische Nationalmannschaft